# Normopatia
La normopatia, in psicodinamica, designa la tendenza a conformarsi eccessivamente alle norme sociali di comportamento senza osare esprimere la propria soggettività. Questa personalità è stata descritta dagli psicoanalisti Joyce McDougall e Christopher Bollas. Bollas lo descrive come "l'attenuazione e infine la scomparsa della soggettività, a favore di un sé concepito come un oggetto materiale tra gli altri prodotti umani". Lo psicoanalista Christophe Dejours mette in relazione la nozione di normopatia con quella di "banalità del male" sviluppata dalla filosofa Hannah Arendt a proposito di Adolf Eichmann, l'organizzatore della deportazione degli ebrei durante la seconda guerra mondiale.
Guinsberg definisce il normopata come “colui che accetta passivamente come principio tutto ciò che la sua cultura gli indica come buono, giusto e corretto, non osando mettere in discussione nulla e spesso nemmeno pensare qualcosa di diverso salvo giudicare criticamente chi lo fa e anche condannarlo o accettare che lo condannino (qualcosa di molto simile a ciò che è politicamente e socialmente noto come la maggioranza silenziosa)".
La normopatia è la nuova forma di desoggettivazione: naturalizzata, normalizzata, finalizzata ad accettare i processi sociali come "naturali". Il suo linguaggio, il suo pensiero, il suo comportamento regolato in vista del risultato e dell'efficacia, hanno perso ogni potere di risposta. 